# Acropyga major
Acropyga major é uma espécie de formiga do gênero Acropyga, pertencente à subfamília Formicinae.